# THEE MICHELLE GUN ELEPHANT
THEE MICHELLE GUN ELEPHANT（ミッシェル・ガン・エレファント、英略：TMGE）は、日本の4人組ロックバンド。略称は「ミッシェル」。1996年にデビュー、2003年に解散。

## メンバー
- 結成当初のバンドリーダーはチバ。その後（時期不明）寝坊や遅刻が多い事を理由にリーダーを降ろされ、以降解散まではクハラが務めた。
- オリジナル・メンバーはチバだけであり、元メンバーについてはシガ以外にも何人か存在するが、氏名など詳細な情報が不明なためここでは省略する。

| 氏名            | パート       | 生年月日・出身地                                       | 在籍期間                 | 備考 |
| 最終メンバー    | 最終メンバー | 最終メンバー                                           | 最終メンバー             | 最終メンバー |
| --------------- | ------------ | ------------------------------------------------------ | ------------------------ | --- |
| チバ ユウスケ   | Vo. / Gt.    | 1968年7月10日～2023年11月26日（55歳没） 神奈川県藤沢市 | 結成 - 2003年10月        | - 楽曲によってはハンドマイクで歌ったり、タンバリンやハーモニカ等も使用 - TMGE解散後はROSSO、The Birthday等で活動          |
| アベ フトシ     | Gt.          | 1966年12月16日～2009年7月22日（42歳没） 広島県広島市   | 1994年6月 - 2003年10月   | - 解散後は幾つかのバンドで活動した後、広島で塗装工として生活していた - 生前最後のステージは吉川晃司のゲストサポートだった |
| ウエノ コウジ   | Ba.          | 1968年3月27日（57歳） 広島県広島市                     | 1990年12月? - 2003年10月 | - 解散後はRadio Caroline、the HIATUS等に所属 - TMGE在籍中からサポートミュージシャンとしての活動も行っている               |
| クハラ カズユキ | Dr.          | 1969年4月3日（56歳） 北海道北見市                      | 1990年11月 - 2003年10月  | - バンドリーダー - 解散後はチバと共にThe Birthdayに所属、サポート活動も行っている                                         |
| 元メンバー      |              |                                                        |                          | |
| シガ ケイイチ   | Gt.          | 1968年4月19日（57歳） 熊本県                           | 結成 - 遅くとも1994年5月 | - 脱退後はTHE WATTERにてギタリストとして活動していた。                                                                    |

## バンドの特徴

### 音楽性
1960年代から1970年代のパンク・ロックやパブロック、ガレージロックを彷彿とさせ、ブルースロック、ロカビリーなどの要素も多く取り入れられたサウンドが特徴。
楽曲制作の際は基本的にチバが作詞し、曲はメンバーのセッションの中で練り上げられていくことが多い。曲のきっかけに明確な決まりは無く、チバが1コーラスだけ作ってメンバーに披露して作り始めることもあれば、アベやウエノが何気なく弾いたリフ、クハラのフィルなどからセッションが始まることもある。以降、メンバーが在籍する別バンドでも同様の楽曲制作手順が貫かれている。インディーズ時代に参加したアルバム「SPIRITS OF 1993 下北沢屋根裏7th ANNIVERSARY」では、楽曲の作詞・作曲が千葉ユウスケ名義になっている。
解散までに総計してシングルを16作、オリジナル・アルバムを8作リリースした。

### ライブ
主にライブでの活動に重点を置き、1回のツアーで全国40〜60か所のライブハウスやホールを回っていた。ライブ活動が多いことについて、ウエノは「レコード作ってその後もうやることが無いので、ツアーやるのが仕事」と「ミュージックステーション」で発言していた。ライジング・サン・ロックフェスティバルやフジロックフェスティバルなどのロック・フェスティバルにもメイン・アクトとして幾度か出演。
キャリア前期の登場SEは、「ルパン三世のテーマ」、「荒野の1ドル銀貨」。後期には、「ゴッドファーザー 愛のテーマ」「 ラヴ・ミー・テンダー」など。

### ルックス
都内にある「洋服の並木」という洋品店でオーダーメイドされた細身のモッズスーツを衣装とし、ライブにおいてはほぼ欠かさず着用していた。テレビ等のインタビューでは、革ジャンや黒を基調とした服装も多かった。ライブの終盤等では暑さもあり、背広を脱いだワイシャツ姿やTシャツ姿で演奏することも多い。
『カサノバ・スネイク』から『ロデオ・タンデム・ビート・スペクター』をリリースするまで、チバが髪型をオールバックにしてメディアに登場することがあり、その姿はアルバムのジャケット等で確認することが出来る。DVD『GOD JAZZ TIME』に収録されたWORLD RODEO TANDEM BEAT SPECTER TOURでは、ギヤ・ブルーズ期までの髪型へ戻っている。

## 来歴

### アマチュア時代
1988年、明治学院大学のバンドサークル「ソング・ライツ」内にて結成される。結成時のメンバーは現行メンバーとほとんど異なっており、一致するのはチバのみである。クハラとウエノは学内にあった「世界民族音楽研究会」という別のバンドサークルに所属していた。
1990年11月、明治学院大学の学園祭「白金祭」で行われたライブを観覧していたクハラがチバに「おまえの後ろで叩かせてほしい」と申し出たため、当時のドラムス担当をクビにした上でメンバーに加入することとなった。その後、ベース担当のメンバーが脱退し、親交の深かったウエノが後任のベーシストに選ばれた。当時ウエノは広告代理店への就職が内定していたが、チバの「俺について来れば間違いない」という一言により、これを辞退して音楽の道を選んだ。
1991年4月3日、下北沢屋根裏にて初ライブハウス公演。以後、下北沢や渋谷のライブハウスを中心に本格的な活動を開始。多くの資料は、この1991年をバンドの結成年としている。同年11月3日、相模女子大学の学園祭で初の野外ライブを行う。1992年8月23日、「NTTテレフォンフェスティバル」というイベントに参加。

### インディーズ時代
1993年にUKプロジェクトに所属する。同年11月25日、初音源となるライブ・アルバム『MAXIMUM! MAXIMUM!! MAXIMUM!!!』を同レーベルからリリース。ライブを重ねるごとに徐々に動員を増やしていく中、シガがメンバーから脱退、一時は解散の危機を迎えた。以後しばらく3人編成のままライブ活動を継続した。
1994年1月24日、メンバーが敬愛するドクター・フィールグッドの元ギタリストであるウィルコ・ジョンソンの渋谷クラブクアトロでのライブにて、オープニング・アクトを務める。
しかし、その年の春にクハラが就職のため帰郷。6月に知人の仲介によりギタリストのアベフトシが加入。この時期のクハラは週末に北海道から上京し、在京メンバーと合流してライブに出演していた。
1995年1月、クハラが北見市役所を10ヶ月で退職し東京に戻ってくる。この頃にマネージャーと出会い、ようやくメジャー・デビューへの足掛かりを掴む。10月21日にインディーズレーベルからミニアルバム『wonder style』をリリースした後、ロンドンで1stアルバムのレコーディングを行う。またミニアルバム発売記念として、8都市10公演の「wonder style tour」を開催した。

### 日本コロムビア時代
1996年2月1日、日本コロムビア内のレーベルであるトライアドよりシングル「世界の終わり」にてメジャー・デビュー。1か月後の3月1日にメジャー初のアルバム『cult grass stars』をリリースした。1997年10月21日、シングル「バードメン」をリリース。「ぷらちなロンドンブーツ」のオープニングテーマにも使われヒットする。
1998年8月には東京・豊洲で行われたフジロックフェスティバルに出演。激しいモッシュが巻き起こり安全のために何度か演奏が中断されるほどに白熱したライヴを披露した。同年11月に4thアルバム『ギヤ・ブルーズ』をリリース。直後、ホール・アリーナクラスでありながらオールスタンディング仕様で行われたツアー『WORLD PSYCHO BLUES TOUR』を実施。このツアーのファイナルの会場は横浜アリーナが選ばれ、横浜アリーナとしては前代未聞のオール・スタンディング・ライブを開催。チケットは即完売となり、観客の動員人数は延べ1万5000人であるとされている。当日観客席にいたロッキング・オン社長の渋谷陽一はこの光景を見て「音楽評論家を始めて30年、いつか日本にもこういう日が来るのではと夢見てきたが、本当に来た、と思わず涙ぐみそうになった」と心情を表した。
1999年、ツアーを終えたバンドは国内のみならずイギリスやアメリカも廻る『WORLD GEAR BLUES TOUR』を実施。その間にもライジング・サン・ロックフェスティバルおよび各種イベントに参加し精力的なライブ活動を展開した。2000年にはシングル『GT400』、アルバム『カサノバ・スネイク』のリリースを経て、ヨーロッパを廻る『TMGE EUROPE TOUR 2000』を実施。帰国後『WORLD CASANOVA SNAKE TOUR』を開催したが、ファンがペットボトルをステージ上に投げ入れるなどの妨害でにライブが中断するという逆境に数ヶ月間見舞われた。しかしツアー終了後の『FUJI ROCK FESTIVAL』では、二日目のグリーンステージのトリを飾る。その後、シングル『ベイビー・スターダスト』をリリース。
2001年3月1日、ザ・パイレーツのメンバーであるミック・グリーンの来日時にアベ、ウエノ、クハラの3人がセッション。その際にレコーディングした曲を「MICK GREEN with THEE MICHELLE GUN ELEPHANT」名義のシングル「KWACKER」としてリリースした。5月23日、6thアルバム『ロデオ・タンデム・ビート・スペクター』発売と同時に代々木公園にてフリーライブ『TMGE YOYOGI RIOT 2001523』を開催。当日の午前0時から会場の情報が解禁されたが、朝から体育館前には長蛇の列ができ、雨天の中2万人を動員しライブを成功させた。その後アルバムを引っさげて行われた全国ツアー『RODEO TANDEM BEAT SPECTER TOUR』は6月から11月までの間、国内32ヶ所で43公演をこなす長いツアーとなった。また、7月から8月にかけてはツアーと並行して全国のロックフェスにも出演。ツアー終了後は一時的に活動が休止され、ライブや作品発表が途絶える。休止中の2002年3月1日、DVD「GOD JAZZ TIME」がリリースされた。

### ユニバーサルミュージック時代
2002年7月1日付でユニバーサルミュージック内のレーベルであるユニバーサルシグマに移籍し活動再開。フェス等に出演後、9月6日から「Where is Susie? TOUR」がスタート。12月25日、トライアドからのベスト・アルバム『THEE MICHELLE GUN ELEPHANT GRATEFUL TRIAD YEARS』をリリース。同日、ユニバーサルミュージック移籍後初のシングル『太陽をつかんでしまった』をリリース。
2003年、7thアルバム『SABRINA HEAVEN』と8thアルバム『SABRINA NO HEAVEN』を連続リリースし、4月からは『WILD WILD SABRINA HEAVEN TOUR』を実施。『SABRINA NO HEAVEN』はリリース前であったが、収録曲はツアーで演奏された。6月27日、ミュージックステーションに初出演し、『SABRINA NO HEAVEN』収録曲の「デッドマンズ・ギャラクシー・デイズ」を演奏。その際の別のゲスト、t.A.T.u.が生放送中に出演を放棄するというハプニングが発生。既に演奏を終えていたTHEE MICHELLE GUN ELEPHANTが埋め合わせとして急遽「ミッドナイト・クラクション・ベイビー」を番組の最後に追加で演奏した。しかし人気絶頂と思われた矢先の同年8月31日、ファンクラブ会員へ向けた封書で解散を通知。翌9月1日には自身の公式ウェブサイトにて正式に発表される。発表後の9月5日、ミュージックステーションに再び出演し「エレクトリック・サーカス」を演奏したが、これが最後のテレビ出演となった。
ラストツアー『LAST HEAVEN TOUR』の最終日である10月11日、16thシングル「エレクトリック・サーカス」の発表と同時に幕張メッセで約37000人を動員したライブをもって、バンドはその活動に幕を下ろした。

### 解散後の動き
解散後は各々が様々なバンド・ユニットにて活動を継続していたが、2009年7月22日にアベが急性硬膜外血腫のため急死。これを受け2009年末から2010年初頭にかけて、アベフトシ追悼プロジェクト「FOREVER MICHELLE -Final works of rockin' blues-」が始動。ベストアルバム「THEE GREATEST HITS」、DVD-BOXの発売に加え、2003年、幕張メッセでのラストライブを編集した映画、『ミッシェル・ガン・エレファント "THEE MOVIE" -LAST HEAVEN 031011-』とラストツアーでのステージショットの上映が行われた。
2013年4月27日のARABAKI ROCK FESTにルースターズのドラマー池畑潤二が主宰するユニット「BIG BEAT CARNIVAL A GO GO produced by JUNZI IKEHATA」にてチバ、ウエノ、クハラが揃って同じステージに立つ。（他に大江慎也、百々和宏etcも参加）同年、9月25日、10年前の同日に行われた解散ツアー・京都磔磔でのライブ映像を完全収録したDVD&Blu-ray「BURNING MOTORS GO LAST HEAVEN Ⅱ LAST HEAVEN TOUR 2003.09.25 at Kyoto TAKUTAKU」をリリース。映像は再編集、音源は再トラックダウンが施されている。また、このリリースに合わせて発売日当日には京都磔磔でスクリーン・ライブ「磔磔再見」が行われた。
2015年5月、ラストツアー『LAST HEAVEN TOUR』で撮影された写真、全400ページの写真集『THEE MICHELLE GUN ELEPHANT −LAST HEAVEN−』（赤々舎）が刊行された。
2016年7月、解散以来初めて、チバがTHEE MICHELLE GUN ELEPHANTの楽曲を歌唱。Midnight Bankrobbersとして、猪苗代湖畔で行われる音楽フェス「オハラ☆ブレイク」に出演し、『GT400』を約13年ぶりに歌唱した。
2023年11月26日、同年4月に食道がんを公表し、以降音楽活動を休止し療養していたチバが死去。これを受け、映画『ミッシェル・ガン・エレファント "THEE MOVIE" -LAST HEAVEN 031011-』が再び全国で上映された。
2024年4月27日に開催されたARABAKI ROCK FESTの「BIG BEAT CARNIVAL 〜ロックンロールの夢〜」にて、ウエノ、クハラが同じステージに立つ。The Birthdayのフジイケンジがギター、奥田民生がボーカルを担当し、『世界の終わり』を演奏した。
2026年にデビュー30周年を迎えるにあたり、2024年末より、デビュー30周年プロジェクト『THEE 30TH』が始動。MVの4K画質化、ライブ映像集「THEE LIVE」、ラストライブのBlu-ray化、オリジナルのマスターテープから新たにリマスタリングされた、オリジナルアルバムのハイレゾ音源が配信、アナログ盤も再発売される。また、2009年発売のベストアルバム「THEE GREATEST HITS」の配信もスタートした。

## 逸話

### バンド名
チバの友人（結成当時のベーシスト）が、ダムドのアルバム『マシンガン・エチケット（英: Machine Gun Etiquette）』の筆記体で記述されたアルバムタイトルを読み違えたものを、そのまま採用したことが由来。「THEE」はイギリスのバンド、ヘッドコーツ（Thee Headcoats）から拝借したもの。「THEE」については曖昧であり、「ジ」と発音したりしなかったり、「ジ」が表記されていたりされていなかったり、「ザ・ミッシェル・ガン・エレファント」と間違われたり、メンバー自身も「ザ・ミッシェル・ガン・エレファント」と名乗ることもあった。また、アルバム『ギヤ・ブルーズ』以前は小文字表記の『thee michelle gun elephant』をグループ名として使用していた。

### ファンクラブ
かつての公式ファンクラブ名は「rockin' blues」であった。

### t.A.T.u事件
2003年6月27日、『ミュージックステーション』（テレビ朝日）に初出演。同回の目玉とされていたt.A.T.u.が、オープニングの顔見せに登場したものの、歌の出番になっても登場しないという放送事故が発生。放送終了まで残り7分で、司会者のタモリが視聴者に状況を伝え、すでに演奏済みだったTHEE MICHELLE GUN ELEPHANTがもう1曲演奏することになり、「ミッドナイト・クラクション・ベイビー」を披露。
この一件について、タモリは後に「あれこそが生放送で、音楽が作られる場を目撃すると言うことになると思う。だから、むしろありがたいと思っています。生放送はそういうハプニングがないとダメですよ」と語っている。

### 交友関係
BLANKEY JET CITYとは同時期に活動していたこともあり、交友関係にあった。2000年のフジロックフェスティバルでは日本を代表するロックバンドとして共にヘッドライナーを務め、BLANKEY JET CITYの解散を見送った。

## 作品

### シングル
|      | 発売日                   | タイトル                            | 品番                                    | オリコン 最高位 | 収録アルバム                                                       |
| ---- | ------------------------ | ----------------------------------- | --------------------------------------- | --------------- | ------------------------------------------------------------------ |
| 1st  | 1996年2月1日             | 世界の終わり                        | CODA-836                                | ー              | cult grass stars                                                   |
| 2nd  | 1996年8月1日             | キャンディ・ハウス                  | COCA-13546 COKA-5                       | 60位            | High Time                                                          |
| 3rd  | 1996年10月19日           | リリィ                              | CODA-1042 COKA-6                        | 50位            | High Time                                                          |
| 4th  | 1997年5月1日             | カルチャー                          | COCA-14100 COKA-7                       | 29位            | Chicken Zombies                                                    |
| 5th  | 1997年8月1日             | ゲット・アップ・ルーシー            | COCA-14327 COJA-9189                    | 24位            | Chicken Zombies                                                    |
| 6th  | 1997年10月21日           | バードメン                          | CODA-1335 COKA-12                       | 23位            | Chicken Zombies                                                    |
| 7th  | 1998年1月7日             | VIBE ON!/あんたのどれいのままでいい | TERNG-008                               | 会場限定        | TMGE 106 (#1) THEE MICHELLE GUN ELEPHANT GRATEFUL TRIAD YEARS (#2) |
| 8th  | 1998年8月1日             | G.W.D                               | CODA-1632 COKA-14                       | 17位            | ギヤ・ブルーズ                                                     |
| 9th  | 1998年9月1日             | アウト・ブルーズ                    | CODA-1633 COKA-15                       | 7位             | TMGE 106                                                           |
| 10th | 1998年11月3日            | スモーキン・ビリー                  | CODA-1639 COKA-16                       | 13位            | ギヤ・ブルーズ                                                     |
| 11th | 2000年2月2日             | GT400                               | CODA-50209 COKA-50237                   | 18位            | カサノバ・スネイク                                                 |
| 12th | 2000年9月27日            | ベイビー・スターダスト              | COCA-50382 COJA-50386                   | 12位            | ロデオ・タンデム・ビート・スペクター                               |
| 13th | 2001年3月22日            | 暴かれた世界                        | CODA-50472 COKA-50473                   | 9位             | ロデオ・タンデム・ビート・スペクター                               |
| 14th | 2002年12月25日 (CD)      | 太陽をつかんでしまった              | UPCH-5150（通常盤） UPCH-9045（初回盤） | 8位             | SABRINA HEAVEN                                                     |
| 14th | 2003年1月22日 (アナログ) | 太陽をつかんでしまった              | UPJH-1031                               | 8位             | SABRINA HEAVEN                                                     |
| 15th | 2003年4月7日 (会場先行)  | Girl Friend                         | TERNG-043                               | 25位            | アルバム未収録                                                     |
| 15th | 2003年6月21日 (一般販売) | Girl Friend                         | TERNG-043i、ITERNG-044                  | 25位            | アルバム未収録                                                     |
| 16th | 2003年10月11日 (CD)      | エレクトリック・サーカス            | UPCH-5215                               | 2位             | THEE GREATEST HITS                                                 |
| 16th | 2003年12月3日 (アナログ) | エレクトリック・サーカス            | UPJH-1040                               | 2位             | THEE GREATEST HITS                                                 |

#### その他
| 発売日       | タイトル                                   | 収録曲                                                                                          | 備考 |
| ------------ | ------------------------------------------ | ----------------------------------------------------------------------------------------------- | --- |
| 1998年9月    | thee michelle gun elephant vs JIGHEAD      | Side A Thee michelle gun elephant / Jab Side B JIG HEAD / Top Water Plugger                     | JIGHEADとのスプリット。新宿Tiger Holeより限定3000枚で発売。 |
| 1998年       | thee michelle gun elephant vs The Bristols | Side A Thee Michelle Gun Elephant / Vibe On! Side B The Bristols / Our Love Will Still Be There | Toe Rag Studio（ゲット・アップ・ルーシー等を録音）の主、リアムのバンドとのスプリットで、新宿Vinyl Japanより発売。 通常盤のほかレコードの色が青の盤・透明の盤が存在する。 |
| 2001年3月1日 | KWACKER                                    | 1. KWACKER 2. ワンダースタイル 3. ピーターガン                                                  | MICK GREEN with THEE MICHELLE GUN ELEPHANT名義での作品。全曲インストゥルメンタル。                                                                                       |

### オリジナル・アルバム
| 発売日                   | タイトル                             | 品番                     | オリコン 最高位 | 備考 |
| ------------------------ | ------------------------------------ | ------------------------ | --------------- | --- |
| 1995年10月21日           | wonder style                         | TERNG-002/3              | 40位            | ミニアルバム。インディーズ作品。後に日本コロムビアより再発された。 初回盤、通常盤、再発盤とそれぞれジャケットやレーベル、帯などに若干の差異がある。 |
| 1997年5月1日 (再発盤)    | wonder style                         | COCA-14181 COJA-50340    | 40位            | ミニアルバム。インディーズ作品。後に日本コロムビアより再発された。 初回盤、通常盤、再発盤とそれぞれジャケットやレーベル、帯などに若干の差異がある。 |
| 1996年3月1日             | cult grass stars                     | COCA-13155 TERNG-004/005 | 67位            | メジャー・デビュー・アルバム |
| 1996年11月1日            | High Time                            | COCA-13748 COJA-9157     | 13位            | アナログ盤のタイトルは『is this High Time ?』である                                                                                                 |
| 1997年11月1日            | Chicken Zombies                      | COCA-14521 COJA-9190     | 5位             | 初回盤のみ裏ジャケットのカラーが黒。（通常盤は表ジャケットと同カラー。）                                                                            |
| 1998年11月25日           | ギヤ・ブルーズ                       | COCP-50001 COJA-50019/20 | 6位             | |
| 2000年3月1日             | カサノバ・スネイク                   | COCP-50245 COJA-50246/7  | 7位             | M-15「ドロップ」は映画『青い春』エンディングテーマに使用された。 初回盤のみピクチャーレーベル仕様。                                                 |
| 2001年5月23日            | ロデオ・タンデム・ビート・スペクター | COCP-50617 COJA-50618/9  | 3位             | M-13「赤毛のケリー」は映画『青い春』オープニングテーマに使用された。 初回盤のみピクチャーレーベル仕様。                                             |
| 2003年3月5日             | SABRINA HEAVEN                       | UPCH-1220 UPJH-1034/5    | 6位             | 初回盤のみデジパック仕様。 |
| 2003年6月21日 (CD)       | SABRINA NO HEAVEN                    | UPCH-1256                | 6位             | ミニアルバム。初回盤のみデジパック仕様。初回盤と通常盤でジャケットが異なる。                                                                        |
| 2003年7月23日 (アナログ) | SABRINA NO HEAVEN                    | UPJH-1039                | 6位             | ミニアルバム。初回盤のみデジパック仕様。初回盤と通常盤でジャケットが異なる。                                                                        |

#### ライブ・アルバム
| 発売日                  | タイトル                      | 品番        | 備考 |
| ----------------------- | ----------------------------- | ----------- | --- |
| 1993年11月25日          | MAXIMUM! MAXIMUM!! MAXIMUM!!! | UKCD-1053   | インディーズ作品。1993年9月4日下北沢チョコレートシティでのライブ音源。ギターはシガケイイチによるもの。 初回盤は帯のメンバー表記が漢字。また、盤面の色も異なる。 |
| 1999年11月25日 (再発盤) | MAXIMUM! MAXIMUM!! MAXIMUM!!! | UKCD-1083   | インディーズ作品。1993年9月4日下北沢チョコレートシティでのライブ音源。ギターはシガケイイチによるもの。 初回盤は帯のメンバー表記が漢字。また、盤面の色も異なる。 |
| 2000年12月13日          | CASANOVA SAID "LIVE OR DIE"   | COCP-50461  | 2000年7月26日に赤坂BLITZにて行われたライブの無加工音源。 初回盤のみアンコール4曲を収録した8cmCD付属。                                                           |
| 2003年12月3日           | LAST HEAVEN'S BOOTLEG         | UPCH-1301/2 | 2003年に行われたラストツアーにて演奏された音源を厳選されたものが収録。2枚組。                                                                                   |

#### ベスト・アルバム
| 発売日         | タイトル                                        | 品番                    | オリコン 最高位 | 備考 |
| -------------- | ----------------------------------------------- | ----------------------- | --------------- | --- |
| 1999年8月6日   | RUMBLE                                          | COCP-50132 COJA-50152   | 9位             | 発表済みのマキシシングルに収録された楽曲をリマスタリングした企画盤。                                              |
| 2000年12月13日 | TMGE 106                                        | COCP-50453 COJA-50454/5 | 7位             | 2000年までに発表された楽曲を厳選したベスト・アルバム。初回盤のみ蓄光塗料ジャケット仕様。                          |
| 2002年12月25日 | THEE MICHELLE GUN ELEPHANT GRATEFUL TRIAD YEARS | XT-1360/1 COCP-50719/20 | 14位            | 移籍後に発表された日本コロムビア時代のベスト・アルバム。初回盤のみボーナスディスク付き3枚組。                     |
| 2009年12月16日 | THEE GREATEST HITS                              | UMCK-9315 UMCK-1339/40  | 8位             | コロムビア・ユニバーサルのレーベルを超えたコンプリート・ベスト・アルバム。2枚組。 初回盤はSHM-CD+DVD+豪華写真集。 |

#### ボックスセット
1. 7inch vinyl box （1999年1月30日、COKA-48 - 53）
  - 発表済作品のアナログ盤ボックス・セット。6枚組。

#### 参加オムニバスアルバム
| 発売日         | アルバムタイトル                                 | 参加曲                                                                      | 品番       | 備考                                                        |
| -------------- | ------------------------------------------------ | --------------------------------------------------------------------------- | ---------- | ----------------------------------------------------------- |
| 1993年8月25日  | SPIRITS OF1993 下北沢屋根裏7th ANNIVERSARY       | M-1「偉大なる大うそつき」 M-9「ブラック・タンバリン」 M-12「400円の一人旅」 | UKCD1047   | 下北沢屋根裏の7周年記念盤。ギターはシガケイイチによるもの。 |
| 1999年4月10日  | RESPECTABLE ROOSTERS -a tribute to the roosters- | M-3「Do The Boogie」                                                        | COCP-50061 | ルースターズのトリビュート・アルバム。                      |
| 2000年11月22日 | LONDON NITE COVERS                               | M-12「Sick On You」                                                         | AMCN-4510  | クラブイベント『LONDON NITE』の20周年記念盤                 |

### VHS・DVD・Blu-ray
1. VHS/DVD thee michelle gun elephant play maximum rockin' blues （VHS: 1996年10月19日、COVA-4817 / DVD: 2004年1月21日、COBA-50778）
  - 1996年5月7日に日清パワーステーションにて行われたライブの映像を収録。
  - DVD版には特典映像としてVHS版でカットされた10曲を追加収録。
2. VHS/DVD WORLD STEREO LYNCH （VHS: 1997年8月1日、COVA-4979 / DVD: 2002年3月1日、COBA-50673）
  - 1997年に行われたツアー『WORLD STEREO LYNCH TOUR』での映像を収録。
3. VHS/DVD FILM STARS REVENGE! （VHS: 1998年5月1日、COVA-6122 / DVD: 2002年3月1日、COBA-50674）
  - 『Chicken Zombies』までに制作されたプロモーション・ビデオを全て収録。
4. VHS/DVD WORLD PSYCHO BLUES （1999年5月1日、COVA-50073/50682）
  - 1999年1月17日に横浜アリーナにて行われたライブの映像を収録。
5. VHS/DVD FILM STARS NOT DEAD （2000年7月29日、COVA-50344）
  - 主に『ギヤ・ブルーズ』『カサノバ・スネイク』収録曲のプロモーション・ビデオ6曲に加え、ライブの映像を4曲収録。
6. VHS/DVD GOD JAZZ TIME （2002年3月1日、COBA-50672）
  - 2001年に行われたツアー『WORLD RODEO TANDEM BEAT SPECTER TOUR』での映像に加え、プロモーション・ビデオを2曲収録。
7. DVD BURNING MOTORS GO LAST HEAVEN （2003年12月3日、UPBH-1115）
  - 2003年10月11日に幕張メッセにて行われたラストライブの映像を収録。
8. DVD WHO KILLED THE FILM STARS? （2004年1月21日、UPBI-9008）
  - ユニバーサルミュージック時代に制作されたプロモーション・ビデオを完全収録。
9. DVD a filmography of THEE MICHELLE GUN ELEPHANT （2004年1月21日、COBA-50777）
  - 日本コロムビア時代に制作されたプロモーション・ビデオを完全収録。
10. DVD-BOX THEE LIVE （2010年1月20日、COBA-4861/72）
  - 完全初回限定生産。テレビ収録されたライブ映像、イベント、フェスティバル、特番などの中から厳選されたアーカイブDVD-BOX。ライブ映像を収録したDVD10枚に、ボーナスDVDが2枚ついた全12枚組。
11. DVD/Blu-ray “THEE MOVIE” -LAST HEAVEN 031011- （DVD: 2010年2月17日、POBD-22009 / Blu-ray: 2011年9月21日、POXS-22001）
12. DVD/Blu-ray BURNING MOTORS GO LAST HEAVEN Ⅱ LAST HEAVEN TOUR 2003.09.25 at Kyoto TAKUTAKU （DVD: 2013年9月25日、UMBK-1203 / Blu-ray: 2013年9月25日、UMXK-1026）
13. Blu-ray THEE LIVE (2025年2月1日、COXA-1370〜75)
  - 初回生産限定。2010年に発売された、同タイトルDVD-BOXの映像がBlu-ray化。全6枚組。

### 書籍
1. フレンズ thee michelle gun elephant （1998年3月18日）
  - 佐内正史撮影による写真集。
2. GOD JAZZ TIME （2002年3月1日）
  - 2001年に行われたツアー『WORLD RODEO TANDEM BEAT SPECTER TOUR』を記録した写真集。
3. LAST HEAVEN （2003年11月22日）
  - 2003年に行われたラストツアー『LAST HEAVEN TOUR』を記録した写真集。
4. WITH THEE MICHELLE GUN ELEPHANT （2005年5月20日）
  - 長谷川誠執筆による、デビューから解散までの軌跡を綴った大型本。
5. THEE MICHELLE GUN ELEPHANT −LAST HEAVEN− （2015年5月）
  - 2003年に行われたラストツアー『LAST HEAVEN TOUR』を記録した写真集。2003年に刊行された写真集から、写真家澁谷征司自身が改めてプリントを手焼きし、まったく新たに写真をセレクトし、多数の未発表作も含めて構成した全400ページの決定版。

### カバー曲
ここでは、THEE MICHELLE GUN ELEPHANTによる他ミュージシャンのカバー曲を紹介する。なお、正式に音源として発表されているもののみ記載し、ライブなどで行われたが音源の存在しないものについては省略する。
ジェームス・ブラウン「And I Do Just What I Want」
アルバム『MAXIMUM! MAXIMUM!! MAXIMUM!!!』収録
ウィリー・ディクスン「You Can't Judge a Book by Looking at Its Cover」
アルバム『MAXIMUM! MAXIMUM!! MAXIMUM!!!』収録
チャック・ベリー「I'm Talking About You」
アルバム『wonder style』収録
モンキーズ「(I'm Not Your) Steppin' Stone」
シングル「キャンディ・ハウス」収録
ボーイズ「Sick On You」
シングル「G.W.D」（アナログ盤）収録
ボーイズ「Soda Pressing」
シングル「アウト・ブルーズ」収録
ルースターズ「Do The Boogie」
アルバム『RESPECTABLE ROOSTERS -a tribute to the roosters-』収録

## ミュージック・ビデオ
| 監督                | 曲名 |
| 井上強              | 「バードメン (1998.2.1 赤坂BLITZ) from DVD「THEE LIVE」」 |
| V・S・O・P          | 「ブラッディー･パンキー･ビキニ」 |
| 須永秀明            | 「candy house」「世界の終わり（Smash hits Version）」 |
| 野田竜司            | 「エレクトリック･サーカス Live at 磔磔」「キャンディ･ハウス Live at 磔磔」「キャンディ・ハウス from「BURNING MOTORS GO LAST HEAVEN II LAST HEAVEN TOUR 2003.9.25 at Kyoto TAKUTAKU」」「ダニー・ゴー from「BURNING MOTORS GO LAST HEAVEN ?U LAST HEAVEN TOUR 2003.9.25 at Kyoto TAKUTAKU」」 |
| 野村浩司 & 打越俊明 | 「エレクトリック･サーカス」「太陽をつかんでしまった」 |
| 番場秀一            | 「VEGAS HIP GRIDER〜「太陽をつかんでしまった」Limited EditionDVDより」「デッドマンズ･ギャラクシー･デイズ」「デッドマンズ･ギャラクシー･デイズ (セルフコントロールVer.)」「ブラック･ラブ･ホール」「マリオン」「ミッドナイト･クラクション･ベイビー」「リリィ at 幕張メッセ」「水色の水〜「太陽をつかんでしまった」Limited EditionDVDより」 |
| Higuchinsky         | 「BABY STARDUST」「BOOGIE」「CISCO〜想い出のサンフランシスコ (She's gone)」「G.W.D」「GOD JAZZ TIME〜World Rodeo Tandem Beat Specter Tour Final〜」「GT400」「Get Up Lucy」「OUT BLUES」「THE BIRDMEN」「culture」「スモーキン･ビリー」「ブラック タンバリン」「リボルバー･ジャンキーズ」「リリィ」「世界の終わり(Primitive Version)」「赤毛のケリー」「暴かれた世界」「フリー･デビル･ジャム (LIVE VIDEO「WORLD PSYCHO BLUES」より)」「ブライアン･ダウン (LIVE VIDEO「WORLD PSYCHO BLUES」より)」「リリィ (2001.11.17 幕張メッセ) from DVD「THEE LIVE」」「赤毛のケリー(TMGE YOYOGI RIOT 2001523)」 |
| 不明                | 「marshmallow monster」 |

## タイアップ一覧
| 使用年 | 曲名                                 | タイアップ |
| ------ | ------------------------------------ | --- |
| 1996年 | キャンディ・ハウス                   | NHK-FM『ミュージック・スクエア』1996年8・9月度オープニングテーマ                                              |
| 1996年 | キャンディ・ハウス                   | スペースシャワーTV『夕陽のドラゴン』エンディングテーマ                                                        |
| 1997年 | カルチャー                           | テレビ神奈川『saku saku MORNING CALL』オープニングテーマ                                                      |
| 1997年 | ゲット・アップ・ルーシー             | テレビ神奈川『ミュージックトマトJAPAN』テーマソング                                                           |
| 1997年 | バードメン                           | テレビ朝日系『ぷらちなロンドンブーツ』オープニングテーマ                                                      |
| 1998年 | バードメン                           | ギャガ・コミュニケーションズ配給映画『JOKER 疫病神』主題歌                                                    |
| 2000年 | ベイビー・スターダスト               | テレビ朝日系『ぷらちなロンドンブーツ』オープニングテーマ                                                      |
| 2000年 | 深く潜れ                             | NHK総合・NHK-BS2 ドラマ『深く潜れ〜八犬伝2001〜』挿入歌                                                       |
| 2002年 | 赤毛のケリー                         | ゼアリズエンタープライズ配給映画『青い春』オープニングテーマ                                                  |
| 2002年 | ドロップ                             | ゼアリズエンタープライズ配給映画『青い春』エンディングテーマ                                                  |
| 2002年 | ブギー                               | ゼアリズエンタープライズ配給映画『青い春』挿入歌                                                              |
| 2002年 | モナリザ                             | ゼアリズエンタープライズ配給映画『青い春』挿入歌                                                              |
| 2003年 | エレクトリック・サーカス             | テレビ東京系『JAPAN COUNTDOWN』2003年10月度オープニングテーマ                                                 |
| 2008年 | 太陽をつかんでしまった               | 日活配給映画『ネガティブハッピー・チェーンソーエッヂ』挿入歌                                                  |
| 2008年 | remember Amsterdam                   | 日本テレビ系『ダウンタウンのガキの使いやあらへんで! 大晦日年越しSP 絶対に笑ってはいけない新聞社24時』CM予告曲 |
| 2010年 | ドロップ                             | テレビ東京系 ドラマ24『モテキ』第4話モテ曲                                                                    |
| 2024年 | ミッドナイト・クラクション・ベイビー | Apple「iPhoneで撮影 - Shot on iPhone」ショートフィルム『ミッドナイト』エンディングテーマ                      |

## ヘビーローテーション/パワープレイ

### テレビ
| 放送年 | 曲名   | ヘビーローテーション/パワープレイ          |
| ------ | ------ | ------------------------------------------ |
| 1996年 | リリィ | スペースシャワーTV 1996年10月度POWER PUSH! |

#### ラジオ
| 放送年 | 曲名               | ラジオヘビーローテーション/パワープレイ |
| ------ | ------------------ | --------------------------------------- |
| 1996年 | キャンディ・ハウス | FM-NIIGATA 1996年8月度パワープレイ      |

## ツアーデータ
※特筆ない限り日本での公演である。
cult grass stars tour
1996年3月29日 - 5月7日、13ヶ所13公演
High Time Tour
1996年12月13日 - 1997年2月12日、20ヶ所21公演
WORLD STEREO LYNCH TOUR
1997年4月3日 - 6月20日、2ヶ国14ヶ所17公演、ロンドン4公演
World Chicken Zombies Tour
1998年1月7日 - 4月24日、30ヶ所52公演
World Chicken Zombies Tour in the U.K.
1998年5月14日 - 5月20日、ロンドン3ヶ所、マンチェスター、ブライトン各1ヶ所
WORLD PSYCHO BLUES TOUR 〜 ALL STANDING! MAXIMUM!!
1998年12月13日 - 1999年1月17日、8ヶ所10公演
WORLD GEAR BLUES TOUR
1999年4月2日 - 8月6日、40ヶ所62公演
WORLD GEAR BLUES TOUR
1999年8月27日 - 10月4日、イギリス4公演、アメリカ17公演
TMGE EUROPE TOUR 2000
2000年4月14日 - 4月21日
WORLD CASANOVA SNAKE TOUR
2000年5月6日 - 7月26日、30ヶ所43公演
WORLD RODEO TANDEM BEAT SPECTER TOUR
2001年6月16日 - 、32ヶ所43公演
Where is Susie? TOUR
2002年9月6日 - 、11ヶ所11公演
WILD WILD SABRINA HEAVEN TOUR
2003年4月7日 - 、27ヶ所36公演
LAST HEAVEN TOUR
2003年9月23日 - 10月11日、11ヶ所13公演
THEE SCENE -LAST HEAVEN 031011- （フィルムライブ）
2009年12月15日 - 2010年1月26日、17ヶ所19公演

## 影響を与えたミュージシャン等
- ASIAN KUNG-FU GENERATIONの後藤正文は、バンド結成以前から影響を受けたバンドであると語っており[31]、バンド名も、THEE MICHELLE GUN ELEPHANTを模倣して英単語を3つ並べたものを使用している[32]。
- 9mm Parabellum Bulletも同様の経緯による命名が施された[33]。
- KENZI & THE TRIPSのKENZIは以前から楽曲を愛聴しており、アルバム『THE COVER』にて「世界の終わり」をカバーした。

### その他
- 大木伸夫（ACIDMAN）[34]
- 小高芳太朗（LUNKHEAD）[35]
- 新屋行裕（かりゆし58）[36]
- 菅原卓郎（9mm Parabellum Bullet）[37]
- 田村淳（ロンドンブーツ1号2号）[38]
- 常田大希（King Gnu）[39]
- ホリエアツシ、ナカヤマシンペイ （ストレイテナー）[40]
- マキシマムザ亮君[41]
- 湯浅将平（Base Ball Bear）[42]
- 石井亮輔（作詞家・作曲家・音楽プロデューサー）[43]

## 出演

### テレビ
- beats are alright（1996年～、テレビ神奈川）
- ポップジャム（1996年9月28日、1997年2月8日・10月25日、NHK総合テレビジョン）
- mew（1996年11月18日、1997年2月25日・5月13日・5月27日、1998年1月6日・8月18日 深夜、テレビ朝日）
- センスオブナンセンス（1997年4月1日～、スペースシャワーTV）－チバユウスケの塩化ビニール地獄（毎週火曜日 19:00-21:00）
- SOUND＆VISION（1997年5月、スペースシャワーTV）
- TK MUSIC CLAMP（1996年3月13日、1997年5月7日、フジテレビジョン）
- 音楽空間アンモナイト（1997年5月9日、テレビ東京）
- 神谷町LIVE（1997年5月15日、テレビ東京）
- 金之玉手箱（1997年8月13日 深夜、テレビ朝日）
- M-STAGE（1997年8月19日、日本テレビ）
- POP FILE（1997年10月31日、TBSテレビ）
- HEY!HEY!HEY!（1998年1月26日、2000年2月14日、フジテレビジョン）
- 音楽の箱（1998年2月25日・3月4日・3月11日 深夜、テレビ東京）
- FACTORY（1998年8月19日・11月25日、2003年2月25日・3月4日・10月22日、フジテレビジョン）
- JAPAN COUNT DOWN（1998年12月5日、テレビ東京）
- BLACK LIST 001（2000年3月15日、フジテレビジョン）
- “World Rodeo Tandem Beat Specter Tour” Tour Final（2002年3月1日、WOWOW）
- ミュージックステーション（2003年6月27日・9月5日、テレビ朝日）
- トップランナー（2003年9月5日、NHK総合テレビジョン）

### ラジオ
- the Rock Arena（1996年、NACK5）－毎週金曜日 深夜3:00-4:00
- Ready Steady Go Home（1996年、FM愛知）－毎週土曜日 深夜3:00-4:00

- Midnight Rock City（1996年9月30日～1997年9月22日、NACK5）－毎週月曜日 深夜1:00-3:00
- J-POP Magic（1997年4月～、東海ラジオ）－毎週水曜日 深夜2:00-

### 雑誌連載
- ロックンロールニューズメーカー（1996年～1999年4月） －チバユウスケの連載『ロケット・シャワー』
- ワッツインes －『ジャミラボンバー2!◉』
- 月刊フィーチャー（1998年4月～1999年3月） －クハラカズユキの連載『時計じかけの俺んち』
- CUTiE －クハラカズユキの連載『悪い魔法使いの仕業かな?』
- famous（2000年10月号～）－クハラカズユキの連載『悪い魔法使いの仕業かな?』
- STREET BIKERS' －ウエノコウジの連載『THEE MICHELLE'S cafe』
- 新潟タウン誌 pas magazine －ウエノコウジの連載『格闘!!プロレスラー列伝』